# 电影史
電影史跨越了从19世纪末期至21世纪初的一百多年。电影作为一种动态影像也渐渐由聚众猎奇发展成为21世纪大众传媒、交流与娱乐的重要工具之一。电影也在艺术、科技与政治领域造成了巨大影响。
尽管难以界定电影作为艺术媒介的起源，但在商业方面，卢米埃尔兄弟于1895年12月28日在巴黎公开放映10部电影短片可视作投影式放映电影摄影史上的里程碑。在更早些时候，也有包括斯科拉达诺夫斯基兄弟在内的他人尝试过电影摄影与放映；他们在1895年11月1日的柏林向付了钱的观众使用自制的Bioscop放映机展示了第一部动态画面录像，但他们的成果质量欠佳，也缺少资金支持和持续开发，更未觅得如同将卢米埃尔摄影机推向世界之势的运气。
很快，全世界都开始建立电影制片公司和工作室。电影在初生的十年中从一种新兴技术发展为初具规模的大型娱乐产业。最早期的电影为固定镜头下的单镜头黑白摄影，时长不足一分钟且未收录录音音轨。
通用电影语言在数年间逐步建立，发展了包括剪辑、移动镜头和其他电影技术在内的诸多手法，它们在电影叙事中各司其职。
从1890年代晚期开始，特殊效果成为了电影的一种特性，由乔治·梅里爱在幻想题材电影中发扬光大。其中很多效果对于舞台演出来说是难以实现或不切实际的，这也使得电影的观影体验相较之下更为如梦似幻。
技术发展为电影带来了长篇幅（1906年时，剧情长片已达60分钟之长），同步收音（1930年代起成为主流）和3D（在1950年代早期一度流行，2000年代起成为主流）。有声电影结束了插卡字幕（又作字卡、间幕）不可或缺的使命，为电影人解放了更多叙事手法，从此成为电影制作中的一环。
新兴流行媒体，包括电视（1950年代起成为主流），家用录像（1980年代起成为主流）和互联网（1990年代起成为主流）都影响过电影的生产和发行方式。电影制片不仅会调整内容以适应新兴媒体，同时也以技术革新（包括从1950年代起成为主流的宽银幕）和更引人入胜的影片保持院线放映的吸引力。
摄制成本的降低和易于操作（包括8毫米胶片、视频和手机摄影）使更多人得以创作完成度各异、目的各异（包括家庭电影和影像艺术）的影片。在过去，此类影片在技术层面常常比专业制片低劣，但数字视频和价格亲民的数码相机的问世使得它的成片质量有所提升。
在经过长时间的发展后，数字制片从1990年代起得到普遍应用，这也使得视觉效果愈发逼真，长篇电脑动画受观众欢迎。
不同的电影类型互相融合，随着时代发展各领风骚。它们彼此之间差异巨大，例如恐怖电影（1890年代起成为主流）、新闻电影（于1910年代至1960年代间在美国院线颇具影响）、歌舞电影（1920年代起成为主流）和色情电影（于1970年代经历过其黄金时期）。

## 1890年代以前
作为一种艺术形式，电影沿用了一些来自其他已存在领域（包括口述叙事，文学，剧场艺术和视觉艺术）的手法。在电影技术发明之前，涉及到动态画像和/或投影画像的艺术和娱乐形式包括手影、皮影戲、暗箱、幻燈機，还有各种产生視覺暫留的频闪效应动画装置。
有认为起源于远东地区的手影（后来发展为皮影戏）用手或物体投下阴影以讲述故事。在亚洲尤其是爪哇，皮影戏给追捧了数个世纪，最终于启蒙时代远传欧洲。
暗箱并不常用于讲述故事，这是因为它给观众展示的是上下颠倒的图像，但这一发明引领出后来幻灯机的应用。在久远的年代里，一些所谓的神明显灵可能是以凹面镜、暗箱或未知的投影装置所造出的。16世纪，招魂仪式和由名不副实的“魔术师”和“巫师”造出的幽灵已是随处可见。世界上第一场幻灯机放映似乎以有关死亡、怪兽和其他可怖主题的图片延续了这一传统。1790年前后，这一应用已发展成一种多媒体鬼灵秀——“幻影术”；此时，这种演出已经显得平易近人得多，因为它常常宣传自己以使用技术手段炮制鬼影的方式证明了鬼灵并不存在。这类大受欢迎的演出会采用mechanical slides，rear projection，mobile projectors，叠化，溶解，真实演员，烟雾（有时也在烟雾上投影），气味，声效甚至电击等表现手法。
虽然幻灯机初问世时常用于惊吓观众，不过投影师们将其改进，使其能够展示更有创意、甚至更有教育意义的故事，吸引到更多的家庭观众。新兴先锋技术（如dissolving views和chromatrope）的使用令两张投影图像之间的切换变得平滑，叙事也更有力度。
频闪动画装置可循环展示短小的动态画面（出人意料并且常滑稽可笑），多作娱乐用途。该技术也偶尔用在科学佐证中：生理学家揚·普爾基涅曾用其展示心脏跳动，物理学家约翰·海因里希·雅各布·穆勒发行了一套共八张副本的装置，它们各自展示了不同的波动（声音，空气，水，等等）。发明者约瑟夫·普拉托预计它可给改进并用于幻影术中。1847年，魔术师Ludwig Döbler在他获得巨大成功的欧洲城市巡演的一个环节中，使用Phantaskop装置投影了动态的杂技演员、变戏法的人和舞者。

### 1878-1887：连续摄影术与早期动态记录

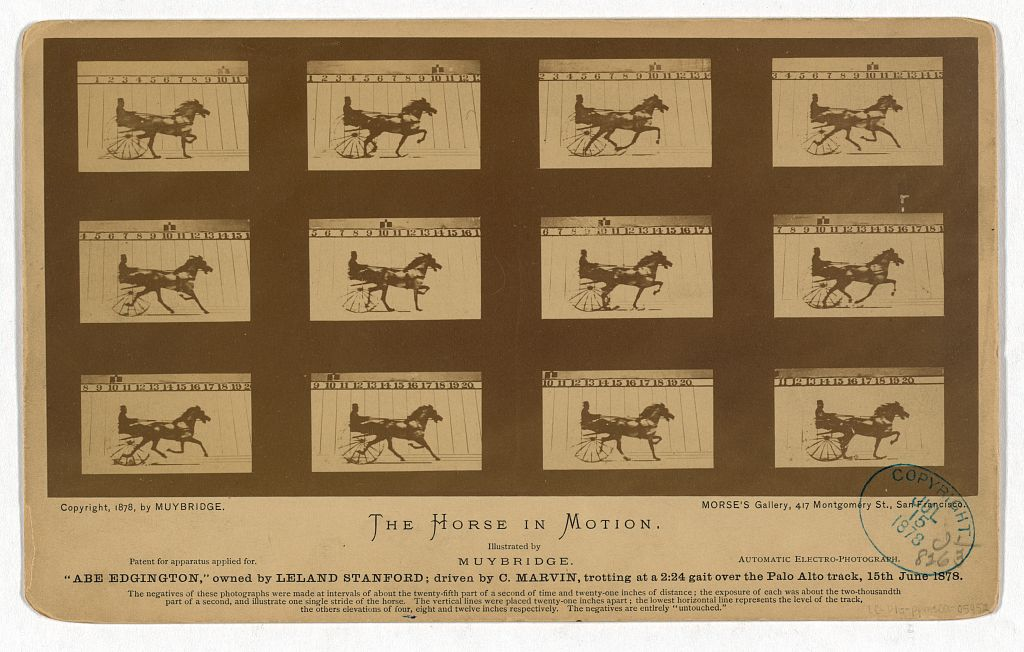
《飛馳中的馬》系列之“Abe Edgington”：马匹为利兰·斯坦福私人所有，并由C. Marvin以2-24步态驾驶在帕洛阿尔托。摄于1878年6月15日。

大多数早期摄影序列（连续摄影术）的制作目的并不是呈现动态画面，而是用以科学严谨地研究运动。这种序列几乎全部都是人或动物在镜头前展示简单的动作。这种手法由摄影师埃德沃德·迈布里奇于1878年首创；在发布了橱柜照系列《飛馳中的馬》之后，他又继续制作了上百套运动中的人或动物的实时连续摄影用作研究。这一手法给其他摄影师纷纷效仿，包括艾蒂安-朱尔·马雷、乔治·德门、阿尔伯特·隆德和奥托马尔·安舒兹。自1879年起，迈布里奇开始讲学动物运动（locomotion）摄影，并使用动物实验镜（将记录下的连续画像绘制在玻璃圆盘上，再使其旋转）投影动态画面。在电影院问世多年后，迈布里奇的录像曾给数次转制成画面流畅的迷你短片（通常来说，这些短片可以进行无缝衔接循环播放）。
1887年，奥托马尔·安舒兹以一小块牛奶玻璃（后来换成了拉洋片式机器）作为投影媒介，动态展示了他的连续摄影成果。为了对公众展示这一名为电力快速视机的放映系统，他在常见运动研究之外也开始录制其它有趣的内容，比如摔跤手、舞者、杂技演员和日常生活（两个木匠共进早餐、一家人从同一个碗里进食、男孩们打架、聚众打牌、两个男人吸鼻烟、男人一脸泡沫地坐在理发店里）。其中有些场景或许颇具喜剧演出效果，也可能直接影响了爱迪生制造公司后来的作品，比如1894年的影片《弗雷德·奥托打喷嚏》。

### 1888-1895：最初的动态影像与早期电影投影
受限于当时的技术水平，19世纪末的电影通常十分短小，而且叙事手法颇为平淡。电影工作者们普遍专注于呈现电影镜头“不会眨动的人类双眼”的客观性，并制作实况电影记录现实。
1888年1月10日，法国艺术家、发明家路易斯·普林斯申请了英国史上第一个能够拍摄动态影像的相机的专利。他于1888年10月14日摄制了现今已知的最早的动态影像。这部影片，《郎德海花园场景》，是一部时长1.66秒的实况电影，简单记录了普林斯一家的动作画面。次年，普林斯于英格兰摄制了利兹大桥上的交通状况，并以日內瓦驅動器为原理成功制造了一台能够投影快速交替图像的机器。1890年9月16日，原计划前往美国展示发明的普林斯在登上开向巴黎的火车后神秘失踪。
1889年6月，美国发明家托马斯·爱迪生雇佣了一位名为威廉·肯尼迪·迪克森的实验室助手，研究为留声机增添播放音乐时的视觉效果。迪克森和他的团队根据迈布里奇、马雷和其他先驱的工作成果制造出了活动电影放映机。在这台机器上，单人观众可通过一个拉洋片式小孔观看一部循环播放的长约半分钟的影片。爱迪生于1891年5月20日首次向公众展示了这台机器，展示的影片内容多为爱迪生黑色玛丽亚工作室的人们进行简单的歌舞杂耍表演。活动电影放映机很快引起全世界的注意，并在各大城市中进行了多次观影活动。与此同时，发明家们正在先前幻灯机的成功基础上着手研发电影投影技术；这一技术最终取代了爱迪生的拉洋片放映形式。

## 1890年代
大受欢迎的幻灯机、实用的连续摄影术以及其他相关的投影式娱乐（例如插画歌曲），这些都是动态影像投影技术演变过程的成果。1892年10月至1900年3月期间，发明家埃米尔·雷诺的光学影戏机系统在巴黎格雷万蜡像馆放映了12800场动画电影（该系列包括《可怜的皮埃罗》和《更衣室之旁》等作品），观看人次逾50万。1894年11月25日、29日及30日，奥托马尔·安舒兹在柏林一处邮政大楼大礼堂的昏暗环境中，将电力快速视机上的动态画像投影在一块大屏幕上进行展示。1895年2月22日至3月30日期间，安舒兹在柏林国会大厦一个可容纳300名观众的大堂里放映了一场长达一个半小时、共包含40个场景的作品；这场商业放映吸引了约4000人次观看。
插画歌曲源于1894年的歌舞杂耍表演，并流行直至1930年代后期的电影院中。通过投影放大器一类的仪器，手工彩绘的玻璃幻灯片和真人表演或者录音一同放映，如此，歌曲叙事便伴随着同步变化的幻灯片而可视化。电影诞生后，插画歌曲给用作电影开场前或是更换胶卷时的填充部分。
1895年11月间，斯科拉达诺夫斯基兄弟在柏林Wintergarten剧院举办过早期电影展映，这场约15分钟的动态画像展示是一个于晚间开始并持续三个小时的项目中的一部分。斯科拉达诺夫斯基兄弟共展示了8部电影短片（如果以每秒16帧的速度播放，大约是6到11秒的播放长度），以重复循环并特意配以音量极大的音乐（为了遮掩机器噪声）的形式播出。
1895年12月28日，卢米埃尔兄弟用他们研发的摄影机（Cinématographe，兼具摄影和投影功能）在巴黎举办了首场商业放映，展示了时长共计约20分钟的十部影片。卢米埃尔摄影机作为当时最先进的电影投影设备，甫一问世便收获了巨大成功，截止到1896年1月底时已是平均每日进账2500~3000法郎。在首映场之后，影片的播放顺序和选择常有变动。这对兄弟喜爱拍摄《离开工厂》这类如实记录了他们所处世界的实况电影，但他们的放映也包括喜剧演出《水浇园丁》。

### 1896-1900：新事物、廉价娱乐和早期叙事手法
电影工业的发展随着卢米埃尔摄影机的成功而骤然加速。这一时期的电影制作为大众提供了相对廉价简单的娱乐，给电影历史学家汤姆·古宁（Tom Gunning）评价为“奇观电影（the cinema of attractions）”。古宁认为比起叙事，电影制作者们更仰赖通过展示动态影像提供“幻能力（illusory power）”取悦观众的手段。电影通常在临时清理出的店面前和市集中旅行参展商的帐篷里进行放映，或是在歌舞杂耍演出中作为“糊涂（dumb）”段子展播。後期製作环节在这一时期尚未成形，参展商在自家放映中创意百出。为了提升观众体验，一些放映会伴随着管弦乐团的演奏家们演出、剧院风琴演奏、现场音效和来自表演人员或者放映员的解读。

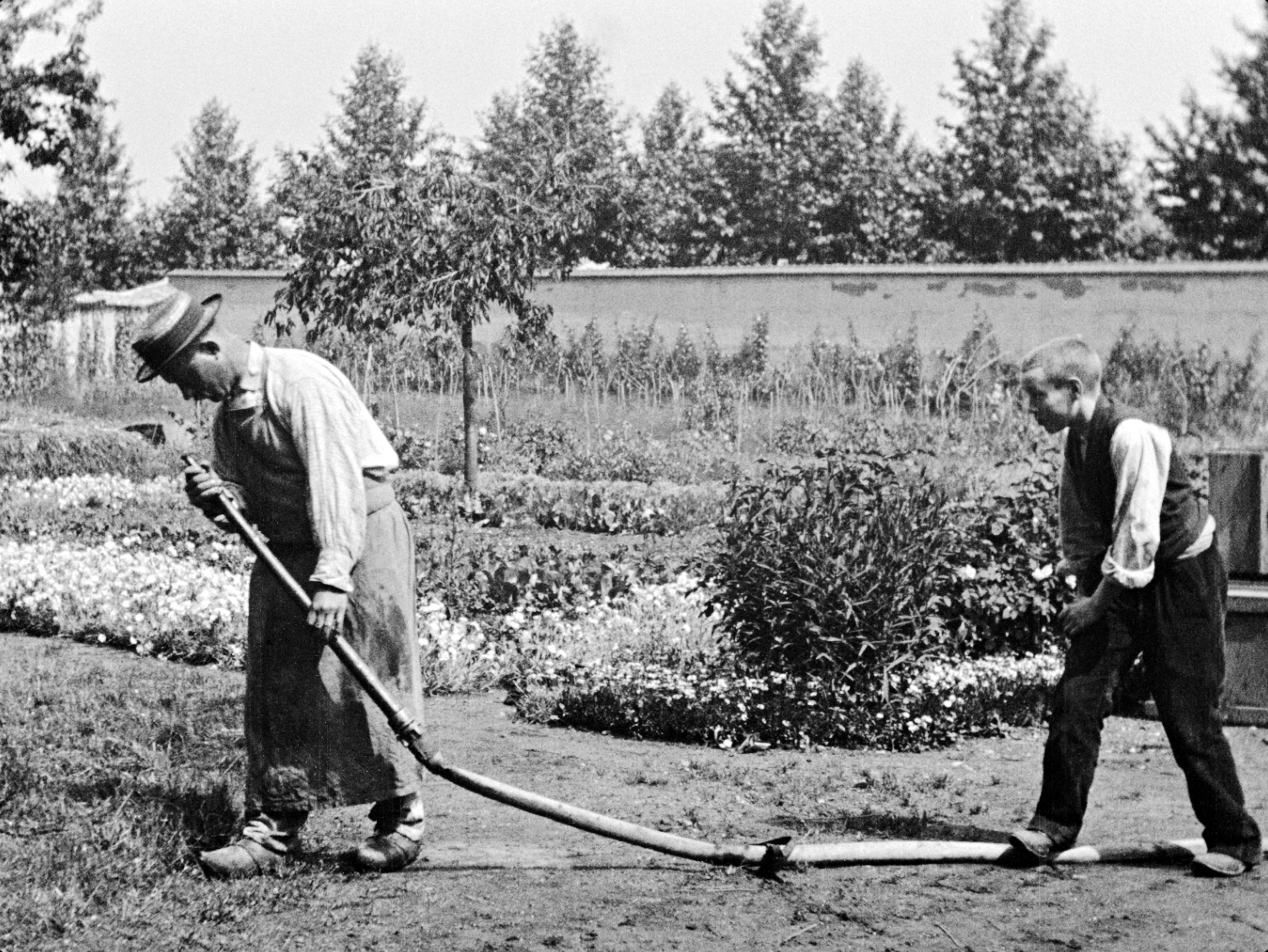
卢米埃尔兄弟的喜剧电影《水浇园丁》（1895）中的一帧。

早期的电影工业产物主要由实况记录和杂耍表演组成，普遍缺乏叙事性。1896年，由爱丽丝·盖伊导演并剪辑的《甘蓝仙子》首映；该片可以给认为是第一部叙事电影，同时也是第一部由女性执导的影片。同年五月，爱迪生制造公司放映了大卖的《梅·欧文和约翰·赖斯的接吻》；该片摄制了影史首个接吻镜头，也引起了已知最早的对电影审查的呼吁。
在1896年5月研发出可携式镜头后，爱迪生制造公司成为了美国早期电影的主要制造商。受到卢米埃尔兄弟早先影片的影响，爱迪生手下的工作人员摄制的内容包括实况、游记以及喜剧短片。电影历史学家查尔斯·穆瑟尔（Charles Musser）指出，爱迪生的公司在1896年的夏天实现了“美国主题的虚拟垄断（virtual monopoly over American subjects）”。早期的爱迪生电影使用维他镜投影——这是一种爱迪生与电影发行公司Raff & Gammon取得使用权的设备，由Thomas Armat和Charles Francis Jenkins发明。维他镜是最早采用莱瑟姆环路的电影投影机之一，该设计延长了播放时间。年底，卢米埃尔摄影机、Biograph投影机以及维他镜都已在全国出展过。在这其中，Biograph投影机以其卓越的画面质量大受欢迎，在全美国压了对手们一头，这也导致了后来爱迪生公司和Raff & Gammon公司过早的分道扬镳。

### 电影语言的进化
剪辑技术和特殊效果的发展，以及由兰瑟姆环路大幅提升的播放时长，使得叙事手法日新月异，同时期的观众也逐渐适应了在屏幕上观看动态影像，电影工作者们在竞争中四处寻求新的可能。
爱迪生公司出品的《苏格兰女王玛丽的行刑》（采用活动电影放映机进行放映）完整展示了苏格兰的玛丽女王被处刑的画面，这一效果以在最后一个镜头中用假人替换下真人演员实现。这部影片所采用的技术给视作特效在电影中已知最早的应用。乔治·梅里爱在制作《胡迪尼剧院的消失女子》时也使用了这种技术：通过停机再拍的手段，女子看上去就像凭空消失一般。
另一种常见的电影摄影技巧是双重曝光，由乔治·阿尔伯特·史密斯于1898年7月在英格兰率先使用。拍摄片场先是一片漆黑；在拍摄完主镜头后，负片给重复曝光在重叠的场景胶片上。华威贸易公司在1900年的商品目录里如此描述他的作品《科西嘉兄弟》中的一幕：“在格外小心翼翼的镜头下，鬼魂以几近透明的形态出场。在推测出死于剑伤且渴望复仇之后，他消失了。紧接着出现一个'幻象'，向我们展示了那场雪中的殊死决斗。”

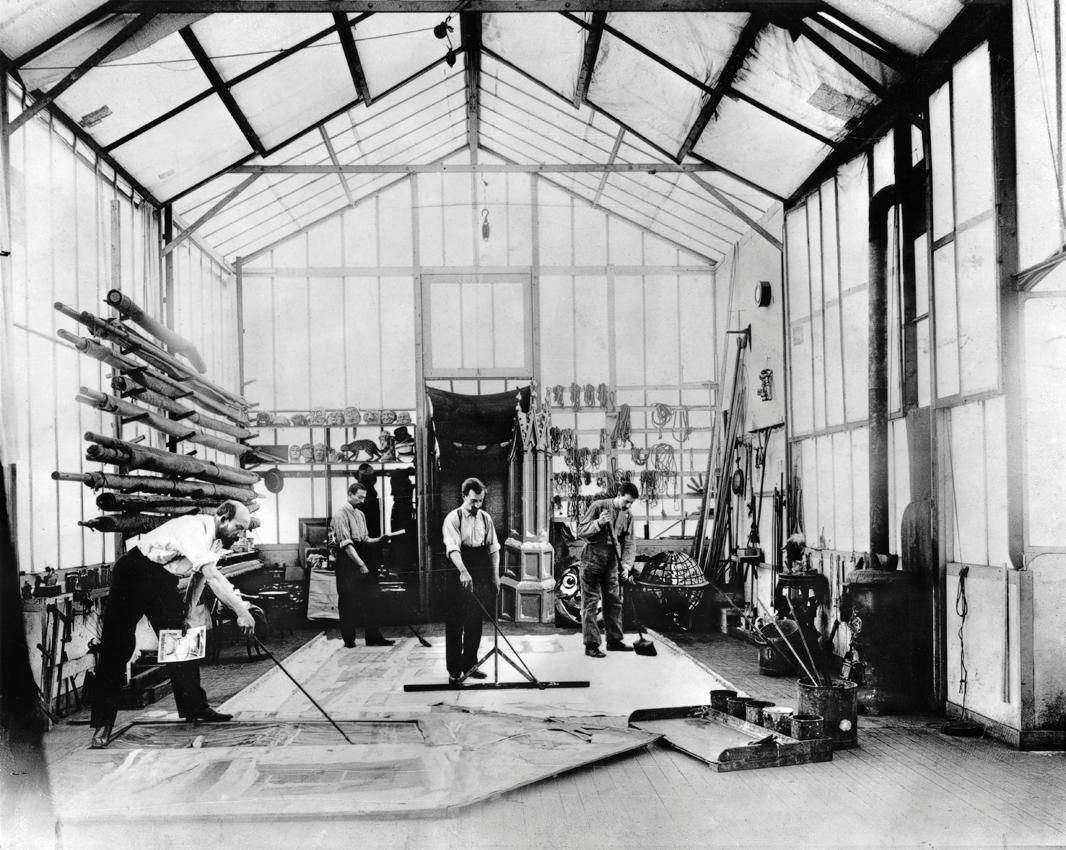
乔治·梅里爱（左侧）在他的工作室中绘制一幅背景板。

1896年年底，法国魔术师乔治·梅里爱建立了Star Film Company并开始监制、导演和发行一系列最终超过500部短片的作品。曾经在魔术表演中采用影片环节的经历令梅里爱认识到，电影向他提供了一种“制造剧场中无法实现的视觉奇观”的能力。他改进的技术，例如停机再拍和双重曝光等，令他常给视作“特效教父”。这些技术的使用使电影叙事变得更有想象力，比如1896年电影《魔鬼庄园》（有认为是恐怖電影的开山之作）和1899年电影《灰姑娘（Cendrillon）》。
乔治·阿尔伯特·史密斯亦创造了反转动作（Reverse motion）的特效：他用一台倒录的镜头拍摄下重复第二遍的动作，然后将第二遍录制的负片的末尾接到第一遍录制的末尾。第一批采用这种设置拍摄的影片是《Tipsy, Topsy, Turvy》和《The Awkward Sign Painter》，而保存下来的最早的使用例是史密斯在1900年9月之前拍摄的《杰克盖的房子（The House That Jack Built）》。

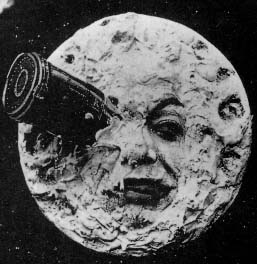
《月球旅行记》（1902）中的经典画面。

希塞尔·海普华斯在此基础上更进一步：他将正向动作的负片以倒序一帧帧印刷出来，也就是在印刷时完全逆转了原本录制的动作。他为此制造了一台特别设计的印刷机，使负片从一处投影装置前滚动而过时给通过一面特制的镜头投影进相机门前，并印出同等大小的图像。这种设计后来称作“投影印片机”，最后演变为“光学印片机”。
罗伯特·保罗与海普华斯于1900年前后所创作的影片中亦出现了不同相机速度的使用。在1899年的《On a Runaway Motor Car through Piccadilly Circus》一片中，保罗以极慢的相机速度拍摄了数个场景；当以16帧每秒的速度放映这部影片时，那些场景便飞速流动起来。在1901年的《The Indian Chief and the Seidlitz Powder》一片中，保罗又采用了反向效果：酋长的动作给以远超16帧每秒的胶片摇动速度录制下来，呈现出我们称之为“慢动作”的效果。

### 电影剪辑和连贯叙事
第一批由多个镜头组成的影片出现在19世纪末，其中一个知名例子为爱丽丝·盖伊拍摄的关于耶稣基督生平的法国电影《耶稣基督的诞生、生活与死亡》。这部电影并不具有连贯叙事，不同场景和幻灯片、演讲及唱诗班演出相互穿插，将奇观的时长抻至90分钟。另一例为乔治·梅里爱于1897年复刻的希土战争场景：尽管每个场景都给分开售票，但参展商仍将它们连续放映。即便是在梅里爱1899年《灰姑娘》中，各个镜头之间也没有承接。观众想要理解影片中发生了什么，就必须事先了解故事大概，或者听一名主持人讲解。
电影连贯叙事的问世，包括动作镜头之间的承接，要归功于英国电影先驱罗伯特·保罗的《一起来》。这部1898年的作品是首批含有多个镜头的电影之一：在第一个镜头中，一对上了年纪的夫妇在美术展览馆外享用了午餐后跟随人群进了门，而第二个镜头展示了他们在馆中的活动。保罗于1895年推出的“Cinematograph Camera No. 1”是世上首个能够反方向摇动胶片卷的摄像机，这使得同一条底片得以给曝光数次，创造出super-positions和多重曝光效果。这一技术首次运用在他1901年的电影《圣诞颂歌（Scrooge, or, Marley's Ghost）》中。
连贯动作的进一步发展体现在1899年由乔治·阿尔伯特·史密斯在英格兰布兰顿学院制作的多镜头短片中。在于该年下半年拍摄的《隧道里的吻（The Kiss in the Tunnel）》中，史密斯用一个幽灵之旅（phantom ride）式镜头作为开场：火车开进隧道中，下一个镜头展示了火车车厢内部一对正在亲吻的男女，随后又切回到幽灵之旅式镜头，火车驶出隧道外。一个月后，位处约克郡的班佛公司（Bamforth company）翻拍了同名影片：在该版本的火车车厢内亲吻镜头前后，他们将拍摄火车进出隧道的镜头机位置于了轨道旁侧。

### 早期探索

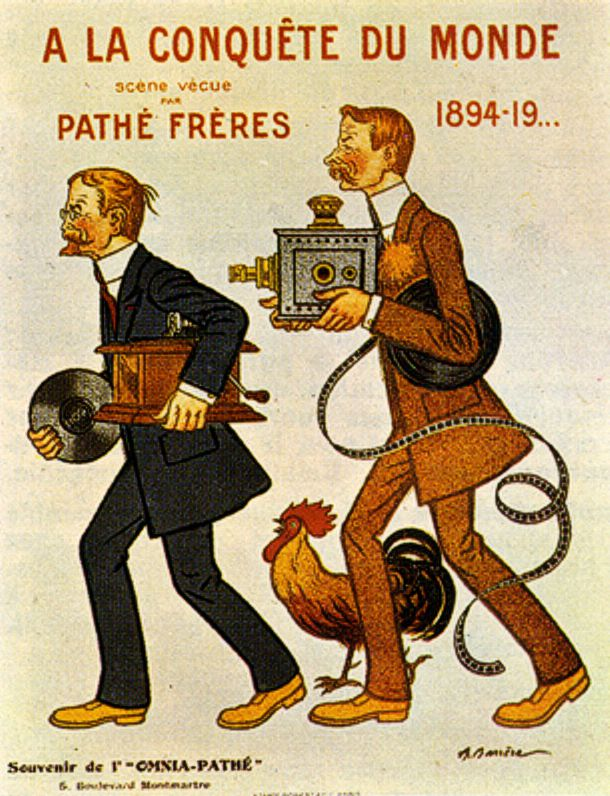
百代兄弟，由阿德里安·巴雷尔绘制。

在法国，卢米埃尔公司从1896年起将摄影师派往世界各地拍摄影片（在此之前，摄影师只在本地自产自销他们的作品），再将成品带回位于里昂的制作间，加以印刷并卖给想买的人。至1901年，近千部影片如此生产出来；它们几乎全部都是实况电影。
在英国，伯特·艾克斯是首批电影制作人之一，也是第一个拍摄新闻电影的旅行记者。1894年，他开发出70mm格式并拍摄了皇家亨利赛艇日。他也与罗伯特·保罗一同以一种名为Kineopticon的35mm格式摄像机制作了英国最早期的一些电影，包括《Incident at Clovelly Cottage》、《牛津大学与剑桥大学的划船比赛》以及《狂暴的大海》。艾克斯于1898年设计了第一个业余拍摄用的摄像机；该设计使用17.5mm规格，他起命名为“Birtac Home Cinema”。用他自己的话来说，设计初衷是“让动态摄影对所有人都触手可及”。
1898年，乔治·梅里爱已是法国最显赫的虚构电影制作人；从这一时期起，他的作品几乎全部都是使用技巧效果的电影。这些作品大受各地市场欢迎。他的较长影片的人气（从1899年起长达数分钟，而其他电影多数只有一分钟长）也使得其他电影工作者开始制造更长的影片。
Charles Urban于1897年起成为了华威贸易公司的一名管理总监；在任期间，他专注于产出实况电影，例如关于第二次布尔战争的新闻电影。他在1903年7月组建了自己的公司——Charles Urban Trading Company，并于1908年搬去了伦敦华都街，成为该地第一间电影公司。华都街后来成为英国电影工业的发源地。Sagar Mitchell和James Kenyon于1897年成立了Mitchell and Kenyon公司，很快成为了全英最大的电影制造厂。其他早期电影先驱还包括詹姆斯·威廉森、乔治·阿尔伯特·史密斯和希塞尔·海普华斯，后者于1899年间出产了百部影片，自己的公司也成为了英国电影业一方巨头。
至1900年，美国最成功、产量最大的电影公司是American Mutoscope公司。威廉·肯尼迪·迪克森在1895年离开爱迪生公司后成立了这家新公司，最初旨在开发他的Mutoscope摄影机（可展示拉洋片式短片）。该设备使用70mm胶片，每一帧都给单独印刷在纸面上，用以插进他们的观看设备中。画纸给放在一个旋转的鼓面外侧，依次滚入视野中。

## 1900年代

### 日趋成熟及电影商业
1900年，查理·百代在百代公司（Pathé Frères）的厂牌下开始生产电影；费迪南·齐卡给其雇佣以实际制作影片。到了1905年，百代已经是全世界最大的电影公司，这一盛况持续到第一次世界大战。受过爱丽丝·盖伊指教的莱昂·高蒙于1896年起也开始了电影制作。
除了American Mutoscope公司之外，美国还有众多小制造厂，其中一些在进入新世纪后也依然长期活跃。维塔格拉夫制片厂便是其中一家，该厂商建立于布鲁克林，并在1905年扩大了规模。
第一个仅以长期播放电影而获得成功的剧院是在1905年于匹兹堡开张的“The Nickelodeon”。那时候已经存在足够多的时长数分钟的影片来组成一个长达至少一个半小时的放映流程；而且如果当地观众厌倦了影片内容，这些短片还可以给每周替换。美国其他展映商也纷纷效仿该模式；不出两年，全美已经有8000家Nickelodeon模式的影院在运作。1906年起，美式影院风靡各地，推动了全球电影制造和播出的繁荣景象。
20世纪初，电影院成为了像歌厅和其他剧院一样大受欢迎的娱乐和社交场所。
到了1907年，为了放映电影而兴建的电影院已经遍布美国、英国和法国。这时期的电影在播放时常伴随着一位钢琴家或者更多音乐家演奏的配乐。在主要城市里也有着规模更大的电影院。起初，上映流程中多为百代出品电影，但随着美国公司的加速产出，这一局面迅速被动摇了。一个流程里中只含几部电影，总时长为大约三十分钟；一盘最大容量为1000英尺（300米）的胶片卷一般只含有一部影片。流程每周会更新一到两次，但没过几年就变成了每周更新五次。一般来说，电影院会建在城市里的娱乐区域。1907年，百代开始以向影院出租电影取代了之前直接销售电影的形式。

## 1910年代
1914年，喜劇大師卓別林首次於螢幕前登場

## 1970年代
是一个伟大的年代

## 默片時期
早期的電影都是「無聲電影」。然而，電影發行商發現，在播放電影時有一個講評人來敘述故事、補上角色間的對話，可以更吸引觀眾。沒過幾年，播放的電影都會在下邊附上字幕，這樣就可以在演員「說話」時，表示出他說的內容。這使得講評人的必要性大打折扣。
事實上，電影院老闆經常替換掉講評人，請樂師在電影放映時伴奏，若電影院有相應樂器的話，通常是鋼琴師或風琴師。伴奏的音樂應該隨時符合電影的情節氣氛.

## 有聲時期

### 有聲電影問世
後來，技術的進步允許製片人創作與電影畫面同步的音軌，使得電影進入了有聲時期。史上第一部有聲電影是爵士歌手（1927年）。音軌的錄製可以與拍攝電影相分離，但真人電影音軌錄製，許多部分是與拍攝畫面同時進行的。有聲電影發明後，無聲電影和電影院裡的樂師迅速銷聲匿跡。

### 電影彩色化
電影發展最後一個重要步驟是彩色電影於1930年左右引入市場，而給世界上第一部公认的彩色电影片是《浮華世界 (1935年电影)》。在彩色電影取代黑白電影更是個逐漸轉變的過程中，隨著彩色技術的改良，越來越多的彩色電影，至今可以說已經基本上沒有黑白電影了。不像攝影，出於某些考慮用黑白膠片比較好，拍電影幾乎沒有不用彩色的理由。個別的例外，例如斯皮爾伯格的電影《辛德勒的名单》，前蘇聯電影《這裡的黎明靜悄悄》，以及2012年的奥斯卡金像奖最佳影片《大藝術家》通常都是出於其他藝術考量。

### 电影院革命
電影影片（菲林）通過放映機投射在闊銀幕上，傳統影片因技術問題，其影片長度每段僅夠播放十分鐘左右。以一部電影長達兩小時左右，需影片十多卷，為達到連續播放效果，電影院放映間皆配備兩架放映機交替使用。當一架在播放第一卷影片時，另一架得預備第二片的播放，第二架播放時，第一架播放完的影片得卸下回捲以備下輪播放，同時將第三片影片裝上，同時撇換燒損的發光電弧碳精棒，當時的放映間至少得兩人操作，且忙碌非常．若兩間同步播放，兩者之間，相差時間至少十五分鐘，若多間同時播放，第一跟最後播放的戲院時間相差極大。
反觀最新戲院放映間的設備已與舊式放映間不可同日而語了，因新式放映機採用電弧燈泡，其耐用程度大大提高，使用中又不需調整電弧發光間隙，所以整片影片帶卷給頭尾相接一起，此舉不仅節省人工費用，而且優點極多，因片卷頭尾相接，其直徑龐大，故需一輸出盤和一接收盤，若多間戲院在短距離；如同一建築物內並排而列，第一間戲院放映機播放後，影片不回收而經引片輪將之輸出至第二再至第三……至最後一間；每間僅押後數分鐘即能同步播放同一影片，而以往每間戲院得至少兩人操作的放映間，如今卻是一人操作數間戲院了，另一項重大改革在於音響系統，它已由以往光聲學音響單聲道進入了最新的數碼光聲學立體音響系統了。

### 电脑特效
在電影製作初期，電影的特效（特別效果）鏡頭加以各項技術來配合。到如今，電腦已大量配合應用在電影製作上，一些鏡頭演員僅需端坐在特製椅子上，做一些表情和動作即可，而出現在銀幕上的背景和劇情簡直不可想像，因為以電腦來做編輯影片的工作取代一味繁瑣的步驟，使最後出廠的拷貝品質與已往的產品亦不可同日而語了。